# Plogonnec

Plogonnec este o comună în departamentul Finistère, Franța. În 1 ianuarie 2022 avea o populație de 3.223 de locuitori.